# 水配合物
水配合物是指水作为配体和金属以配位键的方式结合，形成的配位化合物。许多金属盐（如硝酸盐、硫酸盐、高氯酸盐等）的溶液中，水合离子是金属离子存在的主要形式。水合离子具有[M(H2O)n]z+的通式，但通常会简写为Mz+。在这类配合物中，水分子可以作为唯一的配体，但很多情况也会同时存在其它配体。

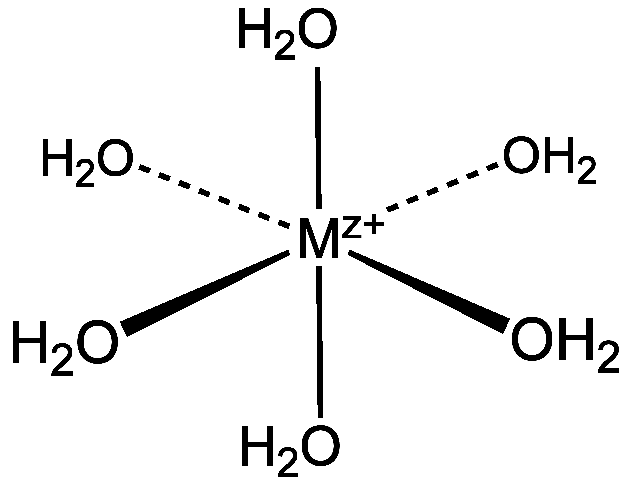
八面体的金属水配合物的结构

## 结构
许多水配合物都是八面体构型的，它们具有通式[M(H2O)6]2+或[M(H2O)6]3+，一些例子列入下表。少部分水配合物的配位数小于6。Pd(II)和Pt(II)形成的是平面四边形的[M(H2O)4]2+配离子。三价镧系金属的水配合物可以是八或者九配位的，这源于中心金属的大体积。
大约有三分之一的过渡金属（Zr、Hf、Nb、Ta、Mo、W、Tc、Re、Os和Au）的水合离子很少或几乎没有报道。四价及以上的水合离子的酸性会非常强，故无法在水溶液中存在而转化为含氧酸根或酰基阳离子，例如[Ti(H2O)6]4+是未知的，但是[Ti(H2O)6]3+却有着多方面的表征；又如Zr(IV)的水合离子水解，按其化学计量比生成[Zr4(OH)12(H2O)16]8+和对应数目的氢离子（参见氧氯化锆）而显酸性；[V(H2O)6]5+是未知的，而它的共轭碱[VO2(H2O)4]+很稳定。一价离子如Cu(I)和Rh(I)很难从水中分离出水配合物，但Ag(I)可以形成罕见的四面体水配合物[Ag(H2O)4]+。

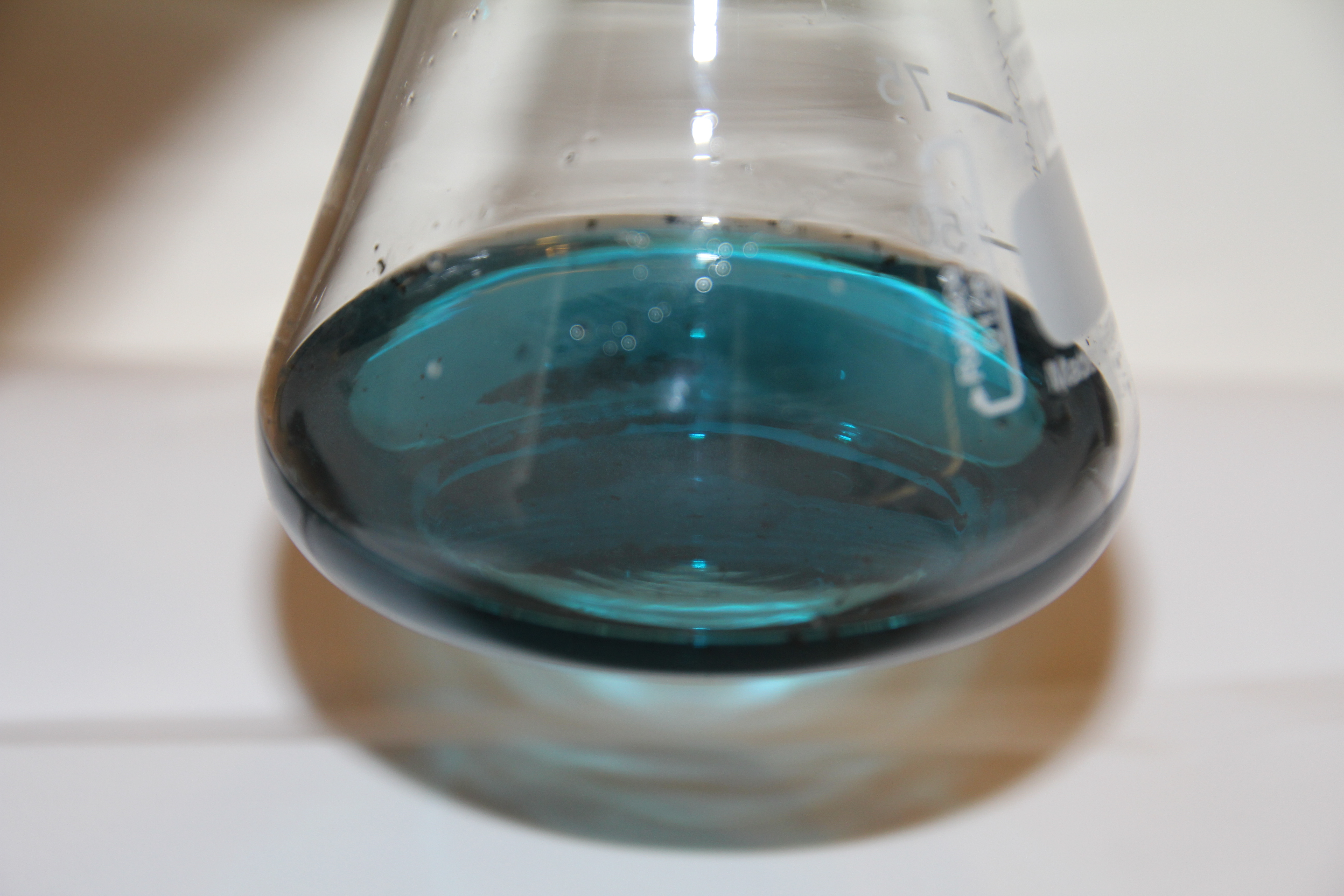
水溶液中的Cr(II)离子，显示出该离子的蓝色。

一些水合离子含有金属-金属键，如[Mo2(H2O)8]4+和[Rh2(H2O)10]4+。
| 配合物       | 颜色    | 电子构型    | M–O距离（Å）[3] | 水交换速率（s−1，25℃）[4]!!M2+/M3+自交换速率（s−1，25℃） |    |
| ------------ | ------- | ----------- | --------------- | -------------------------------------------------------- | -- |
| [Ti(H2O)6]3+ | 紫色    | (t2g)1      | 2.025           | 1.8 x 105                                                | —— |
| [V(H2O)6]2+  | 紫色    | (t2g)3      | 2.12            |                                                          | 快 |
| [V(H2O)6]3+  | 黄色    | (t2g)2      | 1.991           |                                                          | 快 |
| [Cr(H2O)6]2+ | 蓝色    | (t2g)3(eg)1 | 2.06, 2.33      | 1.2 x 108                                                | 慢 |
| [Cr(H2O)6]3+ | 紫色    | (t2g)3      | 1.961           | 2.4 x 10−6                                               | 慢 |
| [Mn(H2O)6]2+ | 浅粉色  | (t2g)3(eg)2 | 2.177           | 2.1 x 107                                                | —— |
| [Fe(H2O)6]2+ | 浅蓝色  | (t2g)4(eg)2 | 2.095           | 4.4 x 106                                                | 快 |
| [Fe(H2O)6]3+ | 浅紫色* | (t2g)3(eg)2 | 1.990           | 1.6 x 102                                                | 快 |
| [Co(H2O)6]2+ | 粉红色  | (t2g)5(eg)2 | 2.08            | 3.2 x 106                                                | —— |
| [Ni(H2O)6]2+ | 绿色    | (t2g)6(eg)2 | 2.05            | 3.2 x 104                                                | —— |
| [Cu(H2O)6]2+ | 蓝色    | (t2g)6(eg)3 | 1.97, 2.30      | 5.7 x 109                                                | —— |
*注：Fe3+水解后显黄色，浅紫色仅在晶体或强酸抑制水解且无干扰配体的溶液中可见。

### 固体水配合物的结构
很多金属盐在固态或者溶液中都是水配合物，各种配位数的盐均是已知的。一些盐类结晶的时候会发生水合作用，在形成的水合物的结晶水中，一部分水不是配位水，而是通过非共价作用结合的，来稳定配合物的结构。
| 金属卤化物  | 金属离子的配位方式   | 非配位水数目 | 备注                            |
| ----------- | -------------------- | ------------ | ------------------------------- |
| VCl3(H2O)6  | trans-[VCl2(H2O)4]+  | 2            |                                 |
| VBr3(H2O)6  | trans-[VBr2(H2O)4]+  | 2            | 溴化物和氯化物类似              |
| VI3(H2O)6   | [V(H2O)6]3+          | 0            | I-是比H2O更弱的配体             |
| CrCl3(H2O)6 | trans-[CrCl2(H2O)4]+ | 2            | 暗绿色异构体                    |
| CrCl3(H2O)6 | [CrCl(H2O)5]2+       | 1            | 蓝绿色异构体                    |
| CrCl2(H2O)4 | trans-[CrCl2(H2O)4]  | 0            | 分子                            |
| CrCl3(H2O)6 | [Cr(H2O)6]3+         | 0            | 紫色异构体                      |
| MnCl2(H2O)6 | trans-[MnCl2(H2O)4]  | 2            |                                 |
| MnCl2(H2O)4 | cis-[MnCl2(H2O)4]    | 0            |                                 |
| MnBr2(H2O)4 | cis-[MnBr2(H2O)4]    | 0            |                                 |
| MnCl2(H2O)2 | trans-[MnCl4(H2O)2]  | 0            | 通过氯桥聚合                    |
| MnBr2(H2O)2 | trans-[MnBr4(H2O)2]  | 0            | 通过溴桥聚合                    |
| FeCl2(H2O)6 | trans-[FeCl2(H2O)4]  | 0            |                                 |
| FeCl2(H2O)4 | trans-[FeCl2(H2O)4]  | 0            | 分子                            |
| FeBr2(H2O)4 | trans-[FeBr2(H2O)4]  | 0            | 分子                            |
| FeCl2(H2O)2 | trans-[FeCl4(H2O)2]  | 0            | 通过氯桥聚合                    |
| CoCl2(H2O)6 | trans-[CoCl2(H2O)4]  | 2            |                                 |
| CoBr2(H2O)6 | trans-[CoBr2(H2O)4]  | 2            |                                 |
| CoBr2(H2O)4 | trans-[CoBr2(H2O)4]  | 0            | 分子                            |
| CoCl2(H2O)4 | cis-[CoCl2(H2O)4]    | 0            |                                 |
| CoCl2(H2O)2 | trans-[CoCl4(H2O)2]  | 0            | 通过氯桥聚合                    |
| CoBr2(H2O)2 | trans-[CoBr4(H2O)2]  | 0            | 通过溴桥聚合                    |
| NiCl2(H2O)6 | trans-[NiCl2(H2O)4]  | 2            |                                 |
| NiCl2(H2O)4 | cis-[NiCl2(H2O)4]    | 0            |                                 |
| NiBr2(H2O)6 | trans-[NiBr2(H2O)4]  | 2            |                                 |
| NiCl2(H2O)2 | trans-[NiCl4(H2O)2]  | 0            | 通过氯桥聚合                    |
| CuCl2(H2O)2 | [CuCl4(H2O)2]2       | 0            | 扭曲的四方晶系 2根Cu-Cl键间距长 |
| CuBr2(H2O)4 | [CuBr4(H2O)2]n       | 2            | 扭曲的四方晶系 2根Cu-Br键间距长 |

## 反应
水配合物有三种基本的反应：配体交换、电荷转移以及O-H键的酸碱反应。

### 配体交换
配体交换即配合物的水配体（配位数）和溶液中的水的交换，在下例中，溶液中的水用H2O*表示：
[M(H2O)n]z+ + H2O* → [M(H2O)n-1(H2O*)]z+ + H2O
如果没有同位素标记，反应级数降级，即自由能变化为零。
不同离子的交换速率不同。影响交换速率的主要因素多种，如电荷，电荷多的离子交换速率慢于电荷少的离子，如[Na(H2O)6]+的交换速率比[Al(H2O)6]3+快109倍；电子构型也会影响交换速率，如[Al(H2O)6]3+和[Ir(H2O)6]3+也有109倍的差距。水交换是游离-取代的过程，其速率常数表明其交换反应属于一级反应。

### 电荷转移
该反应通常适用于二价和三价金属离子的相互转换，其仅涉及交换一个电子，该过程称为自交换，即表面上平衡反应中电子仅和自己交换。平衡反应的标准电极电位如下：
[M(H2O)6]2+ + [M(H2O)6]3+ ⇌ [M(H2O)6]3+ + [M(H2O)6]2+
| V     | Cr    | Mn    | Fe    | Co    |
| ----- | ----- | ----- | ----- | ----- |
| -0.26 | -0.41 | +1.51 | +0.77 | +1.82 |
这表明随着原子序数增加，较低氧化态的稳定性增加。锰的电对的值非常大，这是因为八面体Mn(II)的晶体场稳定化能（CFSE）为0，而Mn(III)的CFSE却有3。
如果用星号（*）标记出金属离子，那么这个自交换过程可以写为：
[M(H2O)6]2+ + [M*(H2O)6]3+ → [M*(H2O)6]2+ + [M(H2O)6]3+
电荷转移（交换）的速率有大有小，这归因于不同的重组能量：当+2价的离子和+3价的离子在结构上差异很大时，速率通常很慢。电荷转移通过球外电荷转移来完成。大多数重组能量和eg的变化有关，这对八面体配合物尤其适用。

### 酸碱反应
水配体和质子结合，会使金属的水配合物溶液显酸性。在稀溶液中，Cr(III)的水合离子的pKa约为4.3：
[Cr(H2O)6]3+ ⇌ [Cr(H2O)5(OH)]2+ + H+
因此，这个水合离子是弱酸，酸性和醋酸（pKa约为4.8）相当。Cr(III)是三价离子的典型例子。电子构型在对离子酸性的影响上有所表现，如Rh(III)比Ru(III)的电负性更小，但[Ru(H2O)6]3+（pKa = 2.7）的酸性却强于[Rh(H2O)6]3+（pKa =4）。这和(t2g)5Ru(III)中心稳定的π-供体羟基化合物有关。
在更浓的溶液中，一些羟合的金属离子会发生缩合，即羟桥化作用，缩合会产生多聚物种。很多矿物就会经过这一羟桥化作用形成多聚物种。二价金属的水合离子的酸性比三价金属的要弱。
对六水合的离子来说，其水解的产物的性质会有很大不同，如[Al(H2O)5OH]2+的水交换反应比[Al(H2O)6]3+快20000 倍。